# De ornatu mulierum
Il De ornatu mulierum un trattato di cosmetica medioevale, opera di Trotula.
La prima versione più completa ed antica del manoscritto è datata intorno al XIII secolo e fu ritrovata a Madrid come parte di un'ampia collezione di trattati medici. Si tratta del più antico trattato di cosmetica a noi pervenuto. Viene chiamato anche Trotula minor in relazione alla maggiore opera della medesima autrice, il De passionibus mulierum ante in et post partum (Sulle malattie delle donne prima e dopo il parto), detto anche Trotula major.
L'opera tratta di trucco e di igiene. Vi sono inoltre anche istruzioni per preparare ed utilizzare preparati per il viso e i capelli e consigli per migliorare il benessere mediante "saune" e massaggi. Contrariamente al contesto storico in cui è inserita l'opera, la cosmetica non risulta un aspetto frivolo: al contrario, estrinsecando il concetto di bellezza di Trotula, la donna deve tendere ad essa per entrare in armonia con la filosofia della natura, per cui la sua ispirazione medica era la bellezza come espressione di un corpo sano e in armonia con l'universo.
Dal punto di vista tecnico l'opera recensisce circa 100 piante e derivati, preparati di origine animale e derivati, minerali, quali ingredienti per una sessantina di ricette di preparati.
Sono spesso citate nell'opera le mulieres salernitanae come esempio di bellezza. La gran parte delle piante citate nel trattato, come pure le altre utilizzate dalla Scuola medica salernitana per le preparazioni, era inizialmente spontanee nell'area salernitana, ma in seguito, soprattutto a partire dal XIV secolo, fu coltivata assieme ad altre piante introdotte nel Giardino della Minerva di Salerno. Le origini delle piante introdotte erano mediorientali, o addirittura americane, a testimonianza del fatto che l'opera di Trotula subì revisioni ed aggiornamenti di edizione in edizione, anche con l'aggiunta di rimedi più recenti.